# Polycentropus grellus
Polycentropus grellus là một loài Trichoptera trong họ Polycentropodidae. Chúng phân bố ở miền Tân bắc.